# Billete de cien quetzales
El Billete de cien Quetzales (Q. 100) es un billete de Quetzal que actualmente se encuentra en circulación en Guatemala y es el segundo de mayor denominación, después del billete de 200 quetzales. 
El de cien quetzales contendrá en el anverso al obispo y licenciado Francisco Marroquín, defensor de los pueblos indígenas y creador del Colegio Mayor ; y en el reverso, el edificio la Universidad de San Carlos de Borromeo en Antigua Guatemala. 